# Eliacer Cansino
Eliacer Cansino Macías (Sevilla, 1954) escritor y profesor de Filosofía y autor principalmente de novelas para jóvenes y adultos. 

## Biografía
Eliacer Cansino Macías nació en Sevilla en 1954. Estudió la carrera de Filosofía y ha ejercido la docencia como catedrático de Filosofía en Institutos de Enseñanza Secundaria.
Recibió el Premio Lazarillo de Autores en 1997 por El misterio Velázquez, una recreación de la vida del enano Nicolasillo Pertusato y su relación con Velázquez tanto en la fase de culminación de "Las Meninas", en la que interviene un personaje oscuro y enigmático, como en el momento de la muerte del pintor. De esta obra se ha destacado que "con ... un estilo preciso, ajustado a la época y a la persona que redacta, el autor construye una narración intrigante ... Es una novela más —pero inteligente y de calidad, también por su sencillez— sobre un pacto fáustico".
En 1992 se le otorgó el Premio Internacional Infanta Elena por Yo, Robinsón Sánchez, habiendo naufragado, obra que también fue finalista al Premio Nacional. En 2009 recibió el premio Anaya de Literatura Infantil y Juvenil por Una habitación en Babel, y por la misma obra recibió en 2010 el Premio Nacional de Literatura Infantil y Juvenil.

## Obra literaria

### Literatura Infantil
- El Maravilloso Sr. Plot (1987).
- Nube y los niños (2000).
- El Gigante que leyó el Quijote (2005).
- El Lápiz que encontró su nombre (2005).
- La Llave de oro y otros cuentos: cuentos completos IV (2006, autores Jacob y Wilhelm Grimm, prólogo Eliacer Cansino Macías).
- Sesión golfa: tres cuentos sobre cine (2007, junto a Vicente Muñoz Puelles, Joles Sennell ).
- Leyendas de Bécquer contadas por Eliacer Cansino (2008).
- Mis primeras leyendas de Bécquer (2008).
- Sebastián ayuda a sus amigos (2008, junto a Miguel Parra Boyero).
- Julián tiene miedo (2009).
- Un desastre de película (2010).
- Rostro de piedra (2010).
- Velázquez, el pintor de la vida (2018).
- Mi primer Veláquez (2018)
- El libro del Mundo (2018).
- Canción de Navidad (Adaptación de la obra de Ch. DicKens) (2022)
- El Príncipe Feliz (Adaptación de la obra de O. Wilde) (2023)

### Literatura Juvenil
- El Misterio Velázquez (1998- Premio Lazarillo de Autores y seleccionada en el VI Simposio sobre literatura Infantil y lectura, organizado por la Fundación Germán Sánchez Ruipérez, en junio de 2000 como una de las cien obras de la Literatura Infantil española del siglo XX-).
- Yo, Robinson Sánchez, habiendo naufragado (1999- Premio Internacional Infanta Elena-).
- La Apuesta de Pascal (2004).
- El Paraguas poético (2004).
- El Lazarillo de Amberes (2006).
- Una Habitación en Babel (2009- Premio Anaya de Literatura Infantil y Juvenil y Premio Nacional de Literatura Infantil y Juvenil -).
- Ok, señor Foster (2009- Premio de Literatura Juvenil Alandar-).
- El árbol de la lectura Cinco, cuentos sobre Velázquez (2010, traducido al catalán).
- El chico de las manos azules (2014)-Premio Fundación Cuatro Gatos-).
- Leonardo da Vinci, el artista que escribía al revés (2019)

### Otros
- Los ojos de Ícaro (1991).
- Retratos de opositores (1991, poesía- Premio Ricardo Molina de poesía-).
- Tras los ojos de la garza (1992- Premio Emilio Hurtado de cuentos-).
- Un viajante, una ciudad (1995, guía del paseante y el viajero).
- La metamorfosis de Avellaneda (1998).
- Ángeles, demonios y otros seres de ultratumba(Las paradojas del ateísmo en la Literatura Juvenil) (2017)

## Distinciones y premios
- Premio Ricardo Molina de poesía 1991, por Retratos de opositores.
- Premio Emilio Hurtado de cuentos 1991, por Tras los ojos de la garza.
- Premio Internacional Infanta Elena 1992, por Yo, Robinsón Sánchez habiendo naufragado.
- Premio Lazarillo de Autores 1997, por El misterio Velázquez.
- Finalista del Premio Nacional de Literatura Infantil y Juvenil 1999.
- Premio Los Mejores Libros y CD-ROM’s para Niños y Jóvenes (Banco del Libro de Venezuela) 2000, por El misterio Velázquez.
- Lista de Honor de IBBY 2000.
- IX Premio de Literatura Juvenil Alandar 2009, por Okey, señor Foster.
- VI Premio Anaya de Literatura Infantil y Juvenil 2009, por Una habitación en Babel.
- Premio Aljarafe de las Letras 2009.
- Incluido en la Lista The White Ravens de la Internationale Jugendbibliothek de Múnich 2010, por OK, señor Foster.
- Premio Nacional de Literatura Infantil y Juvenil 2010, por Una habitación en Babel.
- Prix Historia du Livre Jeunesse, 2015, por Le Mystère Velázquez.
- Premio Fundación Cuatrogatos, 2016, por El chico de las manos azules.
- Premios Teen Choice Awards (2020)